# 普里布托克 (拉多梅什利區)
50°36′46″N 29°4′5″E / 50.61278°N 29.06806°E
普里布托克（烏克蘭語：Прибуток）是烏克蘭北部的村莊，隸屬日托米爾州的日托米爾區。該村面積0.35平方公里，海拔高度181米，2001年人口63，人口密度每平方公里178.98人。